# Krasni (Maiski)
Krasni - Красный (rus) - és un khútor de la República d'Adiguèsia, a Rússia. Es troba a la vora del riu Txokhrak, a 14 km al sud de Koixekhabl i a 38 km a l'est de Maikop, la capital de la república. Pertany al municipi de Maiski.